# Y Vân
Y Vân (tên khai sinh: Trần Tấn Hậu, 1933 – 1992) là một nhạc sĩ tiêu biểu của nền tân nhạc Việt Nam từ cuối thập niên 1950 đến 1990 với nhiều sáng tác bất hủ như "60 năm cuộc đời", "Sài Gòn", "Lòng mẹ",... Em trai của ông là nhạc sĩ Y Vũ.

## Tiểu sử
Ông sinh năm 1933 tại Hà Nội, quê quán ở Thanh Hóa. Gia đình ông vốn có họ và tên đệm là "Trần Tán", bố ông là Trần Tán Nhiệt, chú ông là nhà văn Trọng Lang Trần Tán Cửu, ông nội là Tri phủ Trần Tán Bình. Nhưng khi sinh hạ ông, mẹ của ông đã chọn tên đệm là "Tấn" (Trần Tấn Hậu) thay cho "Tán", vì gia đình đã trải qua quá nhiều sự chia ly, phân tán; nên về phần duy tâm bà muốn thay chữ "Tán" trong tên đệm để tránh đi những chuyện không hay sau này.
Thuở niên thiếu, ông từng theo học nhạc với Giáo sư – nhạc sĩ Tạ Phước và cũng đã tập tành sáng tác từ rất sớm. Mồ côi cha, nhà nghèo, cả nhà nhạc sĩ phải dắt díu nhau nương náu trong một túp lều xiêu vẹo ở ngõ chợ Khâm Thiên. Chính vì thế, ông rất thương mẹ và các em, ông phải đi dạy đàn để nuôi gia đình.

Bìa ca khúc Những bước chân âm thầm

Năm 1954 ông di cư vào Nam, tiếp tục sáng tác, chơi nhạc, hòa âm và dạy nhạc, ngoài ra còn viết sách dạy nhạc và đàn guitar. Ngoài ra ông còn là người đi tiên phong cho dòng nhạc nhẹ với những bài hát có giai điệu cha cha cha, disco, twist như: "Sài Gòn", "Ảo ảnh", "Sáu mươi năm cuộc đời", "Thôi".
Thời gian sau năm 1975, ông tham gia đoàn ca nhạc Hương Miền Nam, rồi nhận viết nhạc cho nhiều nguồn: viết nhạc phim, nhạc nền cho sân khấu... Ông làm việc cật lực bất kể ngày đêm để tạo cuộc sống tương đối cho gia đình. Ông tham gia viết nhạc phim mà nổi tiếng nhất là tác phẩm "Như bầy sơn ca" trong bộ phim thiếu nhi Sơn ca trong thành phố.
Nhạc sĩ Y Vân có hai đời vợ và tám người con. Con trai đầu là Tuấn Vũ, con gái thứ hai tên Thy Vân, con thứ ba tên Ngọc Tuyền, con thứ tư tên Thanh Hằng, con thứ năm tên Tấn Phong, con thứ sáu tên Kim Sa, con thứ bảy tên Ngân Hà và con thứ tám là Ngọc Tú. Ông mất vào ngày 28 tháng 11 năm 1992 (tức ngày 05 tháng 11 năm Nhâm Thân âm lịch), hưởng thọ 60 tuổi, trùng dự đoán của ông như lời bài hát "60 năm cuộc đời".

### Nghệ danh
Nghệ danh "Y Vân" có nghĩa là "Yêu Vân", tức tiểu thư Tường Vân – người yêu đầu tiên của ông. Ông chọn tên này từ khi chuyện tình giữa ông và cô này tan vỡ. Một số ca khúc của ông đã được viết lên để nói lên tâm sự này như "Đò nghèo", "Ảo ảnh", "Nhạt nắng".

## Tác phẩm tiêu biểu

### "Lòng mẹ"
Bài hát "Lòng mẹ" của ông được sáng tác năm 1955, rất nổi tiếng và được xem như một trong những ca khúc tiêu biểu, sâu sắc và thiêng liêng nhất về tình mẹ. Từ đó đến nay vô số ca sĩ thể hiện. Trong số đó bài hát đã được danh ca Giao Linh thể hiện trong Album Giao Linh 8 - Đệm Ru Tiếng Nhớ (1991) rất thành công và bài hát này đã gắn liền tên tuổi của nữ danh ca. Vì thế nó còn là một bài hát rất quen thuộc với người Việt Nam từ ngày ra đời đến tận nay.

### Dân ca 3 miền
Công trình nghệ thuật này được Nguyễn Văn Đông phác thảo và Y Vân sưu tầm tài liệu với các công việc: sưu tầm bài hát, tài liệu, nhạc khí cổ, tuyển chọn ca sĩ, ca nương theo đúng mẫu xưa phù hợp với phong cách từng địa phương. Năm 1974, dự án đã được phát hành trong nước vào băng Continental 6: Dân ca 3 miền - Nam, Trung, Bắc, nhan đề tiếng Anh là Vietnamese Traditional Songs, gửi tặng tòa đại sứ các nước và các cơ quan văn hóa Việt Nam ở nước ngoài. Tác phẩm này gây tiếng vang lớn và được đại diện tổ chức UNESCO ở Sài Gòn khích lệ, còn Tổng Giám đốc UNESCO René Maheu hứa hỗ trợ chuyên gia giúp củng cố hồ sơ di sản văn hóa thế giới cho dân ca Việt Nam. Hồ sơ hoàn thành năm 1974, đã trình Bộ Ngoại giao cùng Bộ Thông tin Việt Nam Cộng hòa xét duyệt và dự kiến sẽ chính thức gửi cho UNESCO vào đầu năm 1975. Tuy nhiên vì sự kiện 30 tháng 4 năm 1975 nên không thể thực hiện được.

### Sách
- Tự học Tây Ban Cầm (nhạc thời trang - nhạc Jazz) viết chung với Lan Đài.

Lời tựa: "Một công trình nghiên cứu và biên soạn công phu có đầy đủ những tiết điệu tân kỳ sẽ làm vừa lòng quý bạn yêu nhạc thời trang và nhạc Jazz."
- Tự học Tây Ban Cầm (phương pháp Flamenco) viết chung với Lan Đài.

Lời tựa: "Một tập phương pháp dễ hiểu và đầy đủ nhất gồm 36 bài tập cần thiết để quý bạn luyện tập về lối chơi đặc biệt Tây Ban Nha này và 5 nhạc phẩm Việt Nam, ngoại quốc chọn lọc soạn riêng cho độc tấu và hòa tấu theo lối Flamenco."

## Danh sách tác phẩm
Danh sách này không đầy đủ, bạn cũng có thể giúp mở rộng danh sách.

### Sáng tác riêng
- 20-40 (1965)
- 3000 dặm
- 60 năm cuộc đời (1965)
- 9 giờ thần tiên
- Anh có thể
- Anh đã làm khổ em
- Anh đâu em đó
- Anh đến bên tôi
- Anh về thủ đô
- Ảo ảnh (1965)
- Bài ca chiều thứ bảy
- Bến thương (1958)
- Bên giàn thiên lý (1960)
- Bếp lửa gia đình (1952)
- Biển sầu
- Bóng người cùng thôn (1958)
- Bụi hồng
- Buồn (ý thơ Tạ Ký)
- Bức thư trên lô cốt
- Bước chân trên sa mạc
- Bước công danh[6]
- Cánh đồng xanh (Green Fields)
- Cánh hoa thời loạn (1966)
- Chèo thuyền vượt sóng (1958)
- Chiếc nón bài thơ (1956)
- Chiều Kon Tum (1961)
- Chiều mưa công viên (1962)
- Chiều mưa nghĩa trang
- Chim hoạ mi (Hoạ mi trong thành phố)[7]
- Cho nhau nhé đừng quên
- Chuyện kỳ lạ (1965)
- Chuyện tình bảng thượng
- Có
- Con ve và con kiến
- Dọc đường hoa nở (1958)
- Dung nhan mùa hạ (1968)[8]
- Dưới gốc cao su
- Đại lộ hoàng hôn (1962)
- Đèn xanh đèn đỏ
- Đêm đen
- Đêm đô thị (1962)
- Đêm giã từ (1961)[9]
- Đêm huyền diệu (1965)
- Đêm tái ngộ (1962)
- Đi bên lính
- Đỉnh sầu
- Đỉnh núi bình minh (1969)
- Đò nghèo (1956)
- Đời còn ngăn cách
- Đời là giấc mơ (Bésame Mucho)[10]
- Đôi bờ Bến Hải
- Đôi mái chèo trăng
- Đôi tám
- Đồi thông (1963)
- Đừng lừa dối nhau (1960)
- Đường một chiều (1969)
- Em chớ chê anh
- Em từ nghìn xưa chuyển bước về
- Giấc mơ Hà Nội (1972)
- Gió hiền (1959)
- Gửi anh mấy lời (1960)
- Hai con la
- Hãy ngủ trong tay anh
- Hãy yêu tôi (1965)[11]
- Hẹn ngày về (1956)
- Hoa tím em cài lên áo chiến
- Hoàng hôn trên bãi biển (1961)
- Hồn quê (1955)
- Khi em nhìn anh (1966)
- Khúc nhạc tơ duyên (Love Is a Many-Splendored Thing)
- Lá thư mùa xuân
- Lá úa (Les Feuilles mortes)
- Lạy anh em đi lấy chồng
- Leo đèo
- Lính du xuân
- Lính mà em (1968)[12]
- Lòng mẹ (1955)
- Lòng trai 20 (1965)
- Lý chim quyên
- Lý ngựa ô
- Lý qua đeo
- Lý quạ kêu
- Lửa chiều (1958)
- Mắt huyền
- Mấy nhịp cầu tre[13]
- Miền hoang địa
- Món quà kỷ niệm (1961)
- Mối tình câm[14]
- Một mình[8]
- Một mối tình trong khói lửa
- Một ngày không có em[15]
- Mưa chiều ngõ hẹp
- Nếu có anh đưa về (1963)
- Ngăn cách (1962)
- Ngày em đến (1964)
- Ngày em về thăm quê tôi (1958)[16]
- Ngày mưa
- Nghề của chàng
- Ngoại ô đèn vàng (1962)
- Nguồn sống bao la (1959)
- Người bạn 10 năm qua (1963)
- Người đẹp Tô Châu (Shina no yoru)
- Người em sầu mộng (1963)[17]
- Người lính em yêu
- Người vợ hiền
- Người yêu lý tưởng
- Nhắn nhủ (1959)[18]
- Nhớ An Giang (1960)
- Như bầy sơn ca
- Như hạt mưa sa
- Những bước chân âm thầm[19]
- Những bước chân trên cao nguyên
- Những bước chân trên sa mạc
- Những ngày nghỉ phép
- Những ngày con xa mẹ
- Những ngày yêu nhau
- Những niềm thương
- Non nước chung tình (1958)
- Nước mắt bên sông (tức Mưa xóm nghèo) (1956)
- Nước mắt hương lan
- Ơn cha
- Phận má hồng (1971)
- Qua miền Hà Tiên (1958)
- Quà xuân của lính
- Quán lá bên đường
- Quán vắng chiều mưa (1962)
- Sài Gòn (1964)
- Sao băng (La paloma)[20]
- Suối tình (La Fontaine des amours)
- Tâm sự một quân nhân
- Tát nước đầu đình
- Thần tượng
- Thăm lính
- Thề non nước[21]
- Thiên thần Mũ Đỏ
- Thỏ đế
- Thỏ và rùa
- Thôi (1966)[15]
- Thôi 2[15]
- Thương anh (1961)[18]
- Thương em (1959) [18]
- Thương về 5 cửa ô
- Thu về nẻo cũ (1962)
- Thúy đã đi rồi (1964)[7]
- Tiếng chuông trong đêm (Jingle Bells)
- Tiếng hò yêu nước (1958)
- Tiếng trống cao nguyên (1960)
- Tình 30
- Tình chàng ý thiếp (1965)
- Tình cha
- Tình cờ (1959)
- Tình đôi mươi (1960)
- Tình lính (Lính đa tình)
- Tình mỏng manh (Tennessee Waltz)
- Tình người tình ta
- Tình thiên thu (1969)
- Tình yêu và tuổi trẻ
- Tình yêu dưới ánh mặt trời
- Tình yêu phi công
- Tình yêu thủy thủ (1965)
- Tình yêu và giông tố
- Tôi sẽ đưa em về (1961)
- Tôi trở về thành phố (1966)[8]
- Tôi với anh (1959)
- Trên đồi vắng (1960)
- Trống cơm (1973)
- Từ biệt mái trường xưa (1961)
- Tưởng vọng
- U hoài (1962)[17]
- Vì sao em lấy người ngoài
- Vì yêu anh là lính
- Vòng hoa chiến thắng (1962)
- Vườn cũ (1956)
- Vượt núi băng ngàn
- Xa lộ không đèn
- Xa vắng[22]
- Xin yêu thương ở lại[23]
- Xuân với đời sống mới[6]
- Yêu nhau

### Nhạc thiếu nhi
- Chị Hằng
- Cô bé bán sữa
- Hai ông lang
- Hát lên nào (với Vĩnh Căn, 1958)
- Hội đồng chuột
- Lên sáu
- Múa lân
- Ngủ nhè
- Vòi quà
- Xem TV

### Viết chung vớiXuân Lôi
- Bài hát của người tự do
- Đàn tiên
- Người em Cửu Long (1959)
- Nhạt nắng (1957)
- Tiếng hát quê hương (1959)

### Viết chung vớiXuân Tiên
- Chiến sĩ của mùa xuân
- Duyên tình (1958)
- Đường nắng
- Nhịp sống vui
- Trăng khuya
- Về dưới mái nhà (1958)

### Viết chung vớiMinh Kỳ
- Bao giờ anh trở lại kinh kỳ (1963)
- Chiếc khăn tay (1961)
- Chiều nào anh ghé qua đây (1961)
- Chuyến tàu tiễn biệt (1961)
- Đêm mưa tiễn bạn (1961)
- Mái tóc thề (1961)
- Mây trắng biên thùy (1961)
- Nếu anh đã biết (1961)
- Người em áo tím (1961)
- Thưở ấy (1961)

### Viết chung vớiNguyễn Hiền
- Bên hồ liễu (1959)
- Đôi mắt người thương (Thương ca)
- Tình trăng nước (1958)

### Sáng tác chung với nhạc sĩ khác
- Cát biển (Lê Trọng Nguyễn, 1964)
- Chiều về quê tôi (Thanh Thoại, 1958)
- Dặm trường chiến sĩ ca (Cam Đại, 1966)
- Duyên ban đầu (Lê Dinh, 1959)[18]
- Dưới bóng dừa (Mạnh Bích, 1958)
- Đêm giao mùa (Văn Thế Bảo, 1955)
- Đò ngang (Tuấn Khanh, 1955)
- Đời còn ngăn cách nhiều hơn (Mạnh Phát)
- Đôi mắt người xưa (Nghiêm Phú Phi, 1966)[24]
- Đừng buồn khi cách biệt (Hoài An, 1965)
- Em gái Hà Tiên (Vĩnh Căn và Thu Vân, 1958)
- Hai chuyến tàu đêm (Trúc Phương, 1960)
- Hình ảnh quê xưa (Hoàng Trọng, 1958)
- Khúc ca duyên lành (lời Tô Kiều Ngân, 1957)
- Mùa thương tay đợi mắt chờ (Đỗ Kim Bảng, 1963)
- Nếu anh về (Huỳnh Anh, 1962)
- Nụ cười tái ngộ (Lan Đài, 1963)
- Sao anh lỗi hẹn (Mạnh Phát,1963)
- Suối tóc (Văn Phụng)[25]
- Tìm về (Lan Đài, 1963)
- Tình đôi ta (Hoài Linh, 1964)
- Về miền Tây (Văn Thế Bảo, 1956)
- Vòng tay giữ trọn ân tình (Đỗ Kim Bảng, 1965)